# Chris Rutten
Chrétien Gerardus Joseph (Chris) Rutten (Susteren, 12 maart 1942) is een voormalig Nederlands burgemeester voor de VVD.
Rutten doorliep het gymnasium aan het Bisschoppelijk College in Sittard en voltooide daarna zijn rechtenstudie. Hoewel afkomstig uit een rooms-katholiek gezin koos hij voor het liberalisme en werd hij lid van de VVD. Hij ving zijn loopbaan aan met een docentschap aan de rechtenfaculteit van de Universiteit van Suriname.
Hij was burgemeester van Nuth (Limburg), van Middelburg (Zeeland) en vervolgens (van 1996 tot 2004) van Breda. In 2004-2005 was hij waarnemend burgemeester van Weert, in 2005 nam hij het burgemeesterschap van Wageningen waar en van 2005 tot 2006 dat van Dongen. In 2006 werd hij voorzitter van de Kamer van Koophandel West-Brabant en in 2008 van de Kamer van Koophandel van Zuidwest-Nederland.
- International Standard Name Identifier: 0000 0003 9229 8918
- Nederlandse Thesaurus van Auteursnamen: 067575439
- Virtual International Authority File: 286281914
- WorldCat: E39PBJtcMyFfVVgptDhJmwB3wC